# Songthela bispina
Espèce
Songthela bispina est une espèce d'araignées mésothèles de la famille des Liphistiidae.

## Distribution
Cette espèce est endémique du Hunan en Chine,. Elle se rencontre dans le parc forestier national de Zhangjiajie et les xians de Luxi et de Yuanling.

## Description
Le mâle holotype mesure 13,81 mm et la femelle 13,79 mm, les mâles mesurent de 13,81 à 14,50 mm et les femelles de 8,84 à 15,77 mm.

## Systématique et taxinomie
Cette espèce a été décrite par Li, Chen, Liu, Li et Xu en 2022.

## Publication originale
- Li, Chen, Liu, Li & Xu, 2022 : « An integrative approach reveals high species diversity in the primitively segmented spider genus Songthela (Mesothelae, Liphistiidae) from Hunan, China. » Invertebrate Systematics, vol. 36, no 2, p. 160-198.